# 詹雯婷
詹雯婷（1981年8月27日—），臺灣創作女歌手。出道時期以飛（或者稱飛兒）做藝名，前飛兒樂團主唱。2004年以經典電視劇《鬥魚》片尾曲〈Lydia〉迅速走紅，隔年獲第16屆金曲獎最佳新人獎。2018年10月詹雯婷宣布加盟亞神音樂，以本名繼續演藝活動。2022年憑藉熱播電視劇《蒼蘭訣》片頭曲〈訣愛〉翻紅。

## 早期生涯
詹雯婷就讀輔仁大學時開始參加校內歌唱比賽，在青韻獎歌唱比賽得到個人組第一名、重唱組第一名、創作組第一名，同時也是輔大廣告明日之星第一名，之後被音樂人陳建寧發掘，在兩年後獲邀組成F.I.R.樂團，加盟華納音樂後改名為F.I.R.飛兒樂團。

## 事業

### 音樂事業
2005年以《F.I.R.飛兒樂團 同名專輯》榮獲台灣第16屆金曲獎最佳新人獎。
2017年6月，發行首張個人專輯《小太空》。2018年憑此專輯於第29屆金曲獎首次入圍最佳國語女歌手獎。
2018年2月，詹雯婷在個人臉書表示自己無預警被移除樂團粉絲專頁管理員資格，對此陳建寧證實彼此已拆夥，詹雯婷已退出樂團。2018年10月24日，詹雯婷宣布加盟亞神音樂。
2021年12月，發行第二張個人專輯《Faye詹雯婷 在雲彩上跳舞 嘰嘰喳喳》，並擔任專輯製作統籌。該專輯入圍2022年第33屆金曲獎最佳華語女歌手獎、年度專輯獎、最佳華語專輯獎，以及最佳單曲製作人獎。
2022年，憑藉熱播電視劇《蒼蘭訣》片頭曲〈訣愛〉再度翻紅。

### 副業
詹雯婷與她兩個妹妹於2009年創立香氛品牌「小飛俠Lilla Fé」。

### 司法案件
詹雯婷退出飛兒樂團後，陳建寧與華研國際音樂簽訂合約。詹雯婷方面指控陳建寧在華研的履約保證書上偽造她的簽名，以此控告陈建寧、华研董事长吕燕清、总经理何燕玲偽造文书罪，陈建寧也反控詹雯婷诬告。2021年，台北地檢署認定雙方處分不起訴，後經高檢署再议发回，后手查办的检察官依笔迹鑑定，主張履约保证书确由詹雯婷亲签，認為詹雯婷却对陈建寧提告涉犯刑法诬告罪，故将詹雯婷起诉。案件於2024年7月5日在台北地方法院审理，法院认为詹雯婷有可能对签署保证书过程不復记忆，或者与其他文件签署之记忆混淆、重迭，故裁定检方不能证明她有诬告之确定故意，判决无罪，检方可上诉。

## 音樂作品

### 飛兒樂團時期（台灣華納音樂）
- 《F.I.R.》（2004年）
- 《無限》（2005年）
- 《飛行部落》（2006年）
- 《愛·歌姬》（2007年）
- 《讓我們一起微笑吧》（2009年）
- 《亞特蘭提斯》（2011年）
- 《Better Life》（2013年）

### 個人發展時期
- 《小太空》（2017年）
- 《Faye詹雯婷 在雲彩上跳舞 嘰嘰喳喳》（2021年）

### 單曲
- 2002年9月《像一封情书》《刺青 feat. RJ、阿珊》（收錄於《夏宇愈混樂隊》）
- 2003年《偉大的神靈》（迪士尼動漫《熊的傳說》中文原聲帶）
- 2017年12月《勇往直前》
- 2020年6月《但願人長久》
- 2022年5月《人間驚鴻客》（遊戲《夢幻西遊網頁版》週年慶 洛神夥伴推廣曲）
- 2022年6月《荒羽》（遊戲《逆水寒》荒羽流派推廣曲）
- 2022年8月《訣愛》（劇集《蒼蘭訣》片頭曲）
- 2023年3月《馭光》（遊戲《RO 仙境傳說：愛如初見》賽事主題曲）
- 2023年7月《逆道》（動漫《鎮魂街》第三季片頭曲）
- 2023年8月《命運火焰》（遊戲《永劫無間》x《尼爾》系列聯動推廣曲 ）
- 2023年8月《唯愛》（劇集《七時吉祥》燃愛主題曲/片頭曲 ）
- 2023年9月《友情歲月》 （feat. 黃旭、王以太）（電影《前任4：英年早婚》主題曲）
- 2023年10月《荒野志》（劇集《虎鹤妖师录》片頭曲 ）
- 2024年6月《一直這樣好嗎》 （電影《沙漏》青春主題曲）
- 2024年6月《一世聰明》（劇集《墨雨雲間》插曲 ）
- 2024年6月《玄機》（遊戲《逆水寒》玄機流派推廣曲）
- 2024年7月《掠日》（劇集《塑膠花》主題曲 ）
- 2024年12月《不朽的星空》（動漫《吞噬星空劇場版：血洛大陸》推廣曲 ）

## 演出作品

### 電視劇
- 2007年《18禁不禁？》飾 安老師

### 舞台劇
- 2010年12月《走向春天的下午》飾 維亞

### 個人演唱會
團體時期請參閱條目「F.I.R.飛兒樂團 #演唱會」
- 2011年9月30日 小天空@海邊的卡夫卡
- 2012年 Faye《小天空》Tour
  - 2012年4月21日  小天空@好丘
  - 2012年5月25日  小天空＠台東鐵花村
  - 2012年6月9日  小天空＠台南room335
  - 2012年6月23日  小天空＠宜蘭賣捌所
  - 2012年8月5日  小天空＠台中FORRO
  - 2012年11月15日  小天空＠台北女巫店
- 2015年 Faye 全創作 演唱會
  - 2015年11月6日  台中Legacy
- 2017年 Faye《小太空》 Tour
  - 廈門站：2017年6月9日   Real Live
  - 杭州站：2017年6月11日  MAO livehouse
  - 成都站：2017年6月17日  正火藝術中心
  - 武漢站：2017年6月23日  音速431
  - 西安站：2017年6月24日  1935 livehouse
  - 台北站：2017年7月23日  Legacy Taipei
- 2018年 Faye《小太空》 Tour ROUND 2
  - 上海站：2018年3月16日  育音堂
  - 長沙站：2018年3月18日  VOX Live house
  - 深圳站：2018年3月21日  B10 Live house
  - 廣州站：2018年3月22日  SD Live house
  - 南寧站：2018年3月24日  侯朋現場
  - 昆明站：2018年3月25日  MAO Live house
  - 青島站：2018年4月14日  Downtown Live house
  - 北京站：2018年4月15日  疆進酒 Omni Space
  - 蘇州站：2018年4月21日  山丘咖啡 Hillhouse
  - 香港站：2018年4月25日  This Town Needs
- 2022年 Faye《在雲彩上跳舞 嘰嘰喳喳》Tour
  - 台中場：2022年2月26日 Legacy Taichung音樂展演空間
  - 台北場：2022年3月5日 Legacy Taipei 音樂展演空間
  - 南京場：2022年11月19日 稻香大麥 LiveHouse
  - 杭州場：2022年11月27日 大麥·66LiveHouse
  - 成都場：2022年12月1日 麓湖水上劇場
  - 廈門場：2022年12月9日 WOKESHOW星巢沃克秀
  - 福州場：2022年12月17日 MAAQUUxCH8 LiveHouse
  - 廣州場：2023年1月6日 太空間 LiveHouse
  - 西安場：2023年4月22日 星球工廠
  - 深圳場：2023年5月7日 SoFun Live
  - 上海場：2023年6月2日 萬代南夢宮上海文化中心
  - 北京場：2023年8月27日 北京展覽館劇場

## 個人經歷
- 第31屆金曲獎初、複、決審委員
- 第32屆金曲獎初審委員
- 第35屆金曲獎初、複、決審委員

## 獎項紀錄
團體時期請參閱條目「F.I.R.飛兒樂團 #曾獲獎項」
| 年份 | 典禮                       | 獎項                   | 入圍作品                                     | 結果 |
| ---- | -------------------------- | ---------------------- | -------------------------------------------- | ---- |
| 2005 | 第16屆金曲獎               | 最佳新人獎             | 《F.I.R.飛兒樂團 同名專輯》                  | 獲獎 |
| 2006 | 第5屆MTV封神榜音樂獎       | TOP 20人氣歌手         | 《F.I.R.飛兒樂團 同名專輯》                  | 獲獎 |
| 2018 | 第29屆金曲獎               | 最佳國語女歌手獎       | 《小太空》                                   | 提名 |
| 2018 | MusicRadio中国TOP排行榜    | 年度新人奖             | 《小太空》                                   | 提名 |
| 2021 | 第18屆hito流行音樂獎       | hit fm 百大單曲        | 〈詠愛〉                                     | 獲獎 |
| 2022 | 第19屆hito流行音樂獎       | hit fm 百大單曲        | 〈訣愛〉                                     | 獲獎 |
| 2022 | 第19屆hito流行音樂獎       | hito唱作女聲           | 《Faye詹雯婷 在雲彩上跳舞 嘰嘰喳喳》         | 獲獎 |
| 2022 | 第19屆hito流行音樂獎       | hito最佳女歌手         | 《Faye詹雯婷 在雲彩上跳舞 嘰嘰喳喳》         | 提名 |
| 2022 | 第19屆hito流行音樂獎       | 最受歡迎女歌手         | 《Faye詹雯婷 在雲彩上跳舞 嘰嘰喳喳》         | 提名 |
| 2022 | 第15屆Freshmusic Awards    | 年度十大專輯           | 《Faye詹雯婷 在雲彩上跳舞 嘰嘰喳喳》         | 獲獎 |
| 2022 | 第15屆Freshmusic Awards    | 最佳女演唱人           | 《Faye詹雯婷 在雲彩上跳舞 嘰嘰喳喳》         | 提名 |
| 2022 | 第15屆Freshmusic Awards    | 年度大躍進             | 《Faye詹雯婷 在雲彩上跳舞 嘰嘰喳喳》         | 提名 |
| 2022 | 第33屆金曲獎               | 年度專輯獎             | 《Faye詹雯婷 在雲彩上跳舞 嘰嘰喳喳》         | 提名 |
| 2022 | 第33屆金曲獎               | 最佳華語專輯獎         | 《Faye詹雯婷 在雲彩上跳舞 嘰嘰喳喳》         | 提名 |
| 2022 | 第33屆金曲獎               | 最佳華語女歌手獎       | 《Faye詹雯婷 在雲彩上跳舞 嘰嘰喳喳》         | 提名 |
| 2022 | 第33屆金曲獎               | 最佳單曲製作人獎       | 〈融雪〉                                     | 提名 |
| 2022 | 第3屆亞洲流行音樂大獎      | 最佳影視歌曲-華語      | 〈訣愛〉                                     | 提名 |
| 2022 | 第3屆亞洲流行音樂大獎      | 年度TOP20金曲          | 〈訣愛〉                                     | 獲獎 |
| 2022 | QQ音樂巔峰榜年度榜單       | 十大華語巔峰金曲       | 〈訣愛〉                                     | 獲獎 |
| 2023 | 第8屆Lavender Music Awards | 十大年度專輯           | 《Faye詹雯婷 在雲彩上跳舞 嘰嘰喳喳》         | 獲獎 |
| 2023 | 第8屆Lavender Music Awards | 十大年度歌曲           | 〈焚風〉                                     | 獲獎 |
| 2023 | 第8屆Lavender Music Awards | 最受欢迎歌曲奖         | 〈訣愛〉                                     | 提名 |
| 2023 | 第8屆Lavender Music Awards | 最佳作曲人             | 余琛懋、Nico Larsson、王斯禹、詹雯婷〈焚風〉 | 提名 |
| 2023 | 第8屆Lavender Music Awards | 最佳编曲人             | 卢杰鸣、Fiachra Mac Oireachtai〈融雪〉       | 提名 |
| 2023 | 第8屆Lavender Music Awards | 最佳女歌手             | 《Faye詹雯婷 在雲彩上跳舞 嘰嘰喳喳》         | 提名 |
| 2023 | 第8屆Lavender Music Awards | 年度飞跃奖             | 《Faye詹雯婷 在雲彩上跳舞 嘰嘰喳喳》         | 提名 |
| 2023 | 第12屆搜狐時尚盛典         | 年度音樂女明星         | 《Faye詹雯婷 在雲彩上跳舞 嘰嘰喳喳》         | 提名 |
| 2023 | 第18屆KKBOX風雲榜          | 年度百大風雲歌手       | 不適用                                       | 獲獎 |
| 2023 | 第5屆騰訊音樂榜            | 年度女性               | 不適用                                       | 獲獎 |
| 2023 | 第1屆浪潮音樂大賞          | 最佳影視歌曲           | 〈訣愛〉                                     | 提名 |
| 2023 | 第4屆騰訊音樂娛樂盛典      | 年度影視單曲           | 〈訣愛〉                                     | 獲獎 |
| 2023 | 第4屆騰訊音樂娛樂盛典      | 年度十大金曲           | 〈訣愛〉                                     | 獲獎 |
| 2023 | 第4屆騰訊音樂娛樂盛典      | 年度舞台演繹           | 不適用                                       | 獲獎 |
| 2023 | 第4屆亞洲流行音樂大獎      | 最佳影視歌曲-華語      | 〈唯愛〉                                     | 提名 |
| 2023 | 第4屆亞洲流行音樂大獎      | 年度TOP20金曲          | 〈唯愛〉                                     | 獲獎 |
| 2024 | 第19屆KKBOX風雲榜          | 年度百大風雲歌手       | 不適用                                       | 獲獎 |
| 2024 | 影視音樂盛典               | 十大時代難忘電視劇金曲 | 〈訣愛〉                                     | 獲獎 |

## 家庭背景
詹雯婷為彰化泰山企業家族第三代，父親詹仁謙曾任泰山公司營建部經理、福客多便利商店總經理（現已併入全家便利商店），但對於詹雯婷進入演藝圈相當不諒解。

## 個人生活
2007年與F.I.R.團員阿沁交往，熱戀期間阿沁曾在演唱會上公開下跪求婚，但至2010年結束戀人關係。

## 外部連結
- Faye的Instagram帳戶
- Faye的Facebook專頁
- Faye的新浪微博 （页面存档备份，存于）
- Faye的YouTube頻道 （页面存档备份，存于）
- Faye個人品牌Lilla Fe的官方網站 （页面存档备份，存于）
- Faye個人品牌Lilla Fe的Facebook專頁
- Faye個人品牌Lilla Fe的Instagram帳戶
- Faye個人品牌Lilla Fe的新浪微博